# 岩城紀子
岩城 紀子（いわき のりこ、1972年-）は、日本の実業家。Smile Circle株式会社代表取締役社長。株式会社マリベル ジャパン代表取締役。エレファントリング代表取締役。グランドロックキャッスル代表取締役。グランドフードホール代表。

## 人物・経歴

### 幼少期から青年期
1972年、兵庫県宝塚市生まれ。幼少期を3世代同居の家庭で育ち、料理好きの祖母の影響で、食や料理に関心を持つ。3歳で、祖母から包丁を贈られる。この祖母の作る「しば漬けおにぎり」を今でも最高の味と考えている。こうした体験が、美味しいものを追求するその後の岩城の性格を形成した。また、祖母は食品を使わずに捨てることは絶対せずに、使い道を工夫したり、他人に上げたりする習慣があったが、これも現在の岩城自身の考え方に大きな影響を及ぼし、保存のききにくい無添加のものは全部使い切ろうとする考えにつながった。漠然といつかは起業をしたいと考えていたが、日本に上陸したばかりで勢いのあったアパレル業のギャップジャパンに就職。日本でのトップ3にまで昇進する。小学生時代には、名犬ジョリーのアニメーションを好み、「ジョリーと僕とで半分こ」の考えに共鳴。美味しいも辛いもしんどいも楽しいも全部半分こ。これで辛い事は2分の1になり、楽しい、美味しいは2倍に感じると体得。子育てに関しては、「ありがとう」「ごめんなさい」「いただきます」「ごちそうさま」と子供が素直に言えるように「美味しい！」と言える子に、を持論とする。

### スマイルサークルの設立
機能性食品開発のバイオベンチャーを経て、2008年に食品会社のコンサルタント業や百貨店のバイヤー代行も行うスマイルサークルを設立。「丁寧においしい食品を作っているのに商売が下手な生産者」にかわって販路拡大、商品開発を担う。兵庫県・芦屋市と東京都・六本木に店舗を展開。機能性食品を開発するベンチャー企業勤務時代には、「うちの商品だけは絶対に買うなと家族に言っている」と話す大手食品会社工場長に出会うなど、食品添加物など日本の食品業界の闇を知り、「安心、安全で本当においしいもの」を広める仕事をしたいとの思いからの起業であった。無添加でかつ美味しいものの探求が始まる。前職が、食品添加物を研究・開発する企業であったこともあり、なぜこんなに添加物が多いのか、という疑問を抱き始めた。日本が認可している添加物は1800種類以上。これは世界一の数字であり「日本が世界一のガン大国なのは、世界でもっとも添加物を摂取しているからでは?」とする仮説を立てる。しかし、現状の日本の環境で完全無添加の生活は現実的ではなく、外食もしづらくなり、家族や友人との人間関係にストレスがかかる。そこで岩城は「8:2の法則」を提案。2割くらいは、添加物が入った食品やジャンクな食品も摂取してもよいのではないかとする妥協案である。そのためには、「自分が何を食べているか、わかって食べること」が重要であると考えるに至る。
また日の当たっていない地方の美味しい食品、将来にまで残せる高品質の食品の発掘、事業者がそうした商品を作り続けることのできる環境の保全、後継者問題などに取り組む。
2020年春からは、「Z'sMENU」をSL Creationsと共同開発。「冷凍食品を食卓に上げるようでは母親失格という家庭で育った」との発言に、SL Creationsの佐藤社長が「冷凍食品こそが唯一、無添加で保存できる食品。罪悪感ゼロの冷凍食品を作ろう」と答て年がかりで完成させた。また、アパレル企業であるアダストリアの「ラコレ」ブランドが2022年秋に発売したグロサリー約200品の開発にも携わる。
　

## グランドフードホール
2014年にはおいしいものだけを売る食のセレクトショップ「グランドフードホール」を設立。芦屋本店と六本木店を運営するほか、2022年春には阪神梅田本店内にもミニ店舗を出店。主婦を中心に「グラホ」の愛称で親しまれ、扱う食料品は日本全国の「TOP OF TOP」をモットーに、「美味しくて安心できるものだけを売る」をコンセプトとし 1カテゴリーにつき最もおいしい1品だけを販売。岩城は、百貨店やスーパーのバイヤー代行の際に、良い商品であっても、弱小メーカーで安定供給できず、欠品のリスクがあるとの理由で何度も提案を退けられた経験があり、商品の良さを発信する者が存在しないとその企業はなくなってしまうという危機感からの設立であった。グループ全体で売上げ23億円の企業に育て上げる。全国の約2600社と約100社の百貨店などと取引がある。
日本中の食品を食べ比べ、自宅で使い切るまで試食を繰り返すなどして、店で売る商品を決める。おいしい商品を作っていても知られていない小さなメーカーに光を当てる。扱う商品の条件は、「おいしいこと」と「本来の製造方法で丁寧に作られている」こと。例えば醤油なら、昔ながらの木桶で作られているものを製造現場まで確認して選ぶ。店頭では商品の原材料を見てもらえるように「裏を見て」というPOPを付け客に訴求。2021年3月現在の仕入れ先は約3,000社。グランドフードホールでの活動を通じ、「旬のものを選んで食べること」の大切さを確信する。
コンセプト
- ラベルのない『ブラインド』の状態で試食し、自分の舌で選び抜いたおいしいものしか売らない。
- 1ジャンルにつき、原則1銘柄しか置かない。
- 安心安全が大前提。

実例を挙げると、淡路島で、ワカメを小麦に練りこんで作るミネラルが豊富な「わかめ麺」を発掘。大手百貨店にも売り込み、年間12万個が売れるほどブレークさせた。

## マリベル
2012年、ニューヨークの高級チョコレート専門店「マリベル」日本総代理店となり、マリベルジャパンを設立。海外初進出店舗として2012年4月に京都三条通にオープンさせ、京都で空前のチョコブームを巻き起こした。

## エレファントリング
2018年、手焼きのバウムクーヘン専門店「ELEPHANT RING（エレファント・リング）」を、兵庫県芦屋市にオープン。長年、膨張剤や香料、乳化剤などを一切使わずにバウムクーヘンを焼いていた職人が引退したのを受け、引き継ぐ。

## 6次産業化について
消費者に届けたい食材を発掘しても生産者の規模が零細であるが故の安定供給の難しさがネックとなる場合が多く、最良の商品を集め、視覚的にも訴えるよう工夫してきた。必ずしも『良さ』を訴えるだけでは響かず、良い物を作る能力と売る能力は全く違う。あるサバの棒寿司の生産者は、包丁を入れると味が変わるからとそのままで売ろうとしていた。この棒寿司を、切った途端に飛ぶように売れた。成功者は必ず、やみくもに動くのではなく明確な目標に向かい動いている。価格設定に関しては、安くしないと売れないと思い込んでいる生産者が多いが、味・品質・見た目・パッケージなどすべてにおいて消費者が納得できる値段で初めて売れる。自社でヒット商品となった北海道の、発掘当時80歳の老夫婦が回転や効率を度外視して育てたトマトで作るトマトジュースは、1ℓ＝1500円で売られていたが、アドバイスの結果、現在は500mℓ＝1728円で全量買い取り販売している、などと神戸新聞社の取材に対して語った（2021年8月）。

## その他
新たな取り組みとして、売上げが低迷する食品メーカーをサポートするビジネスを行っている。冷凍食品のパッケージのデザインから、廃業寸前のカレー粉工場の商品を使った、飲食店のプロデユースなど内容は多岐にわたる。下請け専業のモナカの皮を製造するあるメーカーは、岩城の後押しによって、工場の一部を店舗に改装し、初めてオリジナル商品を開発するなどした。

## 略歴
- 1972年 - 兵庫県宝塚市生まれ[1]。父親は、突然「発明家になりたい」と言い出して商社マンから転身したような人物であった[7]。
- 1988年 - アメリカコロラド州の高校へ留学。ギャップジャパンに就職。その後、機能性食品開発のバイオベンチャーに転職[1]。
- 2008年 - 4月17日、スマイルサークル設立[1]。
- 2012年 - アメリカの人気高級チョコ店「マリベル」の海外1号店となる店舗を独占販売権を取得し、京都にオープン。香料に無農薬栽培の生のミントを使用するなど素材にこだわったチョコレートを扱う[23]。
- 2014年 - グランドフードホール芦屋 オープン[1]。
- 2018年 - 六本木ヒルズに2号店グランドフードホール六本木をオープン[14]。手焼きのバウムクーヘン専門店「ELEPHANT RING（エレファント・リング）」を、兵庫県芦屋市にオープン[20]。
- 2020年
  - 9月4日から2021年1月8日までに3回、高知県にて「SmileCircle株式会社×高知県事業者商品づくりワーキング2020」が開催[24]。
  - 12月22日、福井県の食の新たな魅力の発信を目的とする、県内飲食店の有志らによる「福井グルマンディーズ事業協同組合」が発足し、岩城がアドバイザーに[25]。
- 2021年8月 - 第60回ジャパンパッケージングコンペティション和食部門賞受賞（「Z'sMENU」芝海老の野菜かき揚げにて、冷凍食品として初のデジタル印刷を採用。「明洞で食べた参鶏湯」等のこだわりの商品名の世界観をパッケージ上に再現したと評価）[4]。
- 2022年春 - グランドフードホールミニ店舗を阪神梅田本店内に出店[11]
- 2023年
  - 9月17日、レストランカフェ、バレルサウナ、トレイルドッグウォークを備えた面積26,000㎡（2.6ヘクタール）の、西日本最大のドッグラン施設「GROUND ROCK CASTLE グランドロックキャッスル」を開業[26]。
  - 10月2日、グランドフードホール星が丘店オープン[27]。
- 2024
  - 3月13日、この日オープンの麻布台ヒルズマーケットの構想・アドバイザーとして参画[28]。

## 著書
- 『裏を見て「おいしい」を買う習慣』（2020年9月16日発行、主婦の友社）ISBN 4074456605、ISBN 9784074456604 [29]
- 『からだ思いのグルメ調味料 選び方・使い方』（2022年8月1日発行、主婦の友社）ISBN 9784074516360

## メディア

### テレビ
- 2020年5月21日 - 日経スペシャル カンブリア宮殿 巣ごもり生活を美味しい食で笑顔に！安心&絶品だらけのセレクトショップ（テレビ東京）[1]
- 2021年3月16日 - NHKニュースザウルスふくい - 北陸新幹線の開通に向けて、福井の観光資源を「食」の観点から生み出みだすべく、「福井に来たら食べるべきメニュー」 の開発に向けて動く様子[2]。
- 2021年11月23日 - 7RULES（フジテレビ）[30][31]
- 2022年5月10日 - おはよう朝日です（朝日放送テレビ） - グランドフードホール（芦屋店）の特集[32]。
- 2022年5月15日 - やすとものどこいこ!?（テレビ大阪）- グランドフードホール（芦屋店）の特集[33]。
- 2023年3月7日 - 福井NEWS「福井の食をPR 県産食材使った新たなメニューをお披露目」（NHK）[34]

### 新聞
- 2022年5月20日 -釧路新聞 - 「販路拡大・磨き上げ研究会」でのスマイルサークルの個別相談及びグランドフードホールでの販売について[35]。